# Da Silva (calciatore)
João Vitor Vallony da Silva, meglio noto come Da Silva (Goiânia, 7 febbraio 2001), è un calciatore brasiliano, difensore del Mirassol.

## Carriera
Cresciuto nel settore giovanile del Goiás, ha esordito in prima squadra il 28 gennaio 2021, disputando l'incontro del Campionato Goiano vinto per 2-3 contro il Goianésia.

## Statistiche

### Presenze e reti nei club
Statistiche aggiornate al 27 settembre 2023.
| Stagione        | Squadra         | Campionato      | Campionato | Campionato | Coppe nazionali | Coppe nazionali | Coppe nazionali | Coppe continentali | Coppe continentali | Coppe continentali | Altre coppe | Altre coppe | Altre coppe | Totale | Totale |
| Stagione        | Squadra         | Comp            | Pres       | Reti       | Comp            | Pres            | Reti            | Comp               | Pres               | Reti               | Comp        | Pres        | Reti        | Pres   | Reti   |
| --------------- | --------------- | --------------- | ---------- | ---------- | --------------- | --------------- | --------------- | ------------------ | ------------------ | ------------------ | ----------- | ----------- | ----------- | ------ | ------ |
| 2020            | Goiás           | PD/GO           | 1          | 0          | CB              | -               | -               |                    | -                  | -                  |             | -           | -           | 1      | 0      |
| 2021            | Goiás           | PD/GO           | 0          | 0          | CB              | -               | -               |                    | -                  | -                  |             | -           | -           | 0      | 0      |
| 2021            | Aparecidense    | D               | 0          | 0          |                 | -               | -               |                    | -                  | -                  |             | -           | -           | 0      | 0      |
| 2022            | Goiás           | PD/GO+A         | 5+7        | 1+1        | CB              | 2               | 0               |                    | -                  | -                  |             | -           | -           | 14     | 2      |
| 2023            | Londrina        | B               | 7          | 0          | CB              | 0               | 0               |                    | -                  | -                  |             | -           | -           | 7      | 0      |
| 2023            | RB Bragantino   | A               | 9+1        | 2+0        | CB              | 0               | 0               | CS                 | 0                  | 0                  |             | -           | -           | 0      | 0      |
| Totale carriera | Totale carriera | Totale carriera | 20         | 2          |                 | 2               | 0               |                    | -                  | -                  |             | -           | -           | 22     | 2      |